# Orthogrammica trajecta
Orthogrammica trajecta là một loài bướm đêm trong họ Noctuidae.